# Ormánság
Az Ormánság vagy Ormányság tájegység Baranya vármegyében, a Dráva árterületén, a Dráva-sík kistáj része. Baranyára jellemző aprófalvas vidék. Központja és egyben járási székhelye Sellye. Második legnagyobb települése Vajszló.
Lakossága hagyományosan református. Egyedülálló festett kazettás templomokkal (Drávaiványi, Adorjás, Kórós, Kovácshida) büszkélkedhet a térség.

## Nevének eredete
Nevét a „hegycsúcs”, „hegytető”, vagy „lápos terület” jelentésű finnugor eredetű orom, ormágy, vagy ormány szavakból, vagy a török orman („erdő”) szóból származtatják. A finnugor etimológia szerint első lakói a vizes területekből kiemelkedő ormákra építkeztek, a terület a honfoglalás korában erdőség volt.
Az Árpád-korban, 1257-ben írásos emlékben Ormán, Ormánköz illetve Bőköz volt ennek a területnek a neve. Szigetvár és Szentlőrinc is e terület része volt, mint Aljvidék. Györffy György történész szerint a Gyöngyös és az Okor patakok közötti terület volt. A mai Nyugat-Ormánság volt Ormánköz, a Kelet-Ormánság pedig a Bőköz. A 17. századtól a református falvakra használták az Ormánság kifejezést Délnyugat-Baranyában, de még a 20. század elején is a Kelet-Ormánságiak a nyugati részeket tekintették csak Ormánságnak.

## Földrajza
Az Ormánság területe a pannón időszakban lesüllyedt és létrejött a Szlavón-Horvát beltó. Ez a tó hamar föltöltődött köszönhetően a Drávának, Nyitrának, Vágnak. Később kiemelkedett a Dunántúli-dombság és Dunántúli-középhegység, így az északi folyók a kialakuló Dunába ömlöttek. A pleisztocén korban futóhomok jellemezte a területet.
A Dráva évezredeken keresztül behálózta Ormánságot. Kimutatható, hogy Barcs-Okorág-Kémes vonalon is folyt. Később dél felé került a fő ága. Volt olyan időszak, amikor a folyó szélessége 15 kilométer volt.
- Helyi védelem alatt álló területek: a sellyei Kisrét, a drávafoki legelő, a Nákói-mocsár, a Kisszentmártoni láp.
- Országos védelem alatt áll a Szentegáti Ősbükkös természetvédelmi terület.

1996-ban megalakult a Duna-Dráva Nemzeti Park. Baranya vármegyében a Nemzeti Park határa a folyó árvízvédelmi töltése.

## Lakosság
A honfoglaláskor szlávok éltek a vidéken, ez a folyónevekben is fölfedezhető. Az Árpád-korban ezek a szlávok beolvadtak a magyarságba. Ekkoriban tilos volt a keleti és nyugati területeken élőknek a másikkal házasodniuk. Ezt hívták Laki-hídon túli házassági tilalomnak. Ahogy akkoriban mondták: „Lakihídon át nem jó menyecskét hozni, mer abbú mind kurva lössz." Lak falu Adorjás, Kémes és Baranyahídvég falvak között elterülő település volt.
A népszámlálási adatok szerint a vidék nagy részét magában foglaló Sellyei kistérség lakosságának 87,4%-a magyar, 12%-a horvát, 6%-a cigány. A cigányok valós aránya viszont lényegesen magasabb a népszámlálási adatoknál. Gilvánfa lakossága szinte teljesen beás cigány. A valamikor egyeduralkodó őshonos református magyarság az egykézésnek köszönhetően ma már csak a vidék lakosságának 20%-át adja. Helyüket katolikus magyar zsellérek, völgységi svábok és cigányok foglalták el, így ma már lakosságának kétharmada római katolikus.

## Népviselet
1867 után a polgárosodó Siklós környéki drávaszögi emberek szoknyát és pantallót viseltek, míg az ormánságiak továbbra is a cifra paraszti viseletet. Ezért utóbbiak csúfneve lett a pupák.
Az ormánsági népi szőttesre jellemző volt, hogy a fehér alapot pirossal díszítették csak.

## Települések
A tudósok 22-45 falut sorolnak az Ormánsághoz.
| - Besence - Bogdása - Csányoszró - Drávafok - Drávaiványi - Drávakeresztúr - Drávasztára - Felsőszentmárton - Gilvánfa - Gyöngyfa - Kákics - Királyegyháza | - Kisasszonyfa - Magyarmecske - Magyartelek - Markóc - Marócsa - Nagycsány - Okorág (Mónosokor) - Sellye - Sósvertike - Sumony |

| - Adorjás - Baranyahídvég - Bogádmindszent - Cún - Diósviszló - Drávacsehi - Drávacsepely - Drávapiski - Drávaszerdahely - Hegyszentmárton - Hirics - Ipacsfa - Kemse - Kémes - Kisszentmárton | - Kovácshida - Kórós - Lúzsok - Ózdfalu - Páprád - Piskó - Rádfalva - Sámod - Szaporca - Tengeri - Tésenfa - Téseny - Vajszló - Vejti - Zaláta |

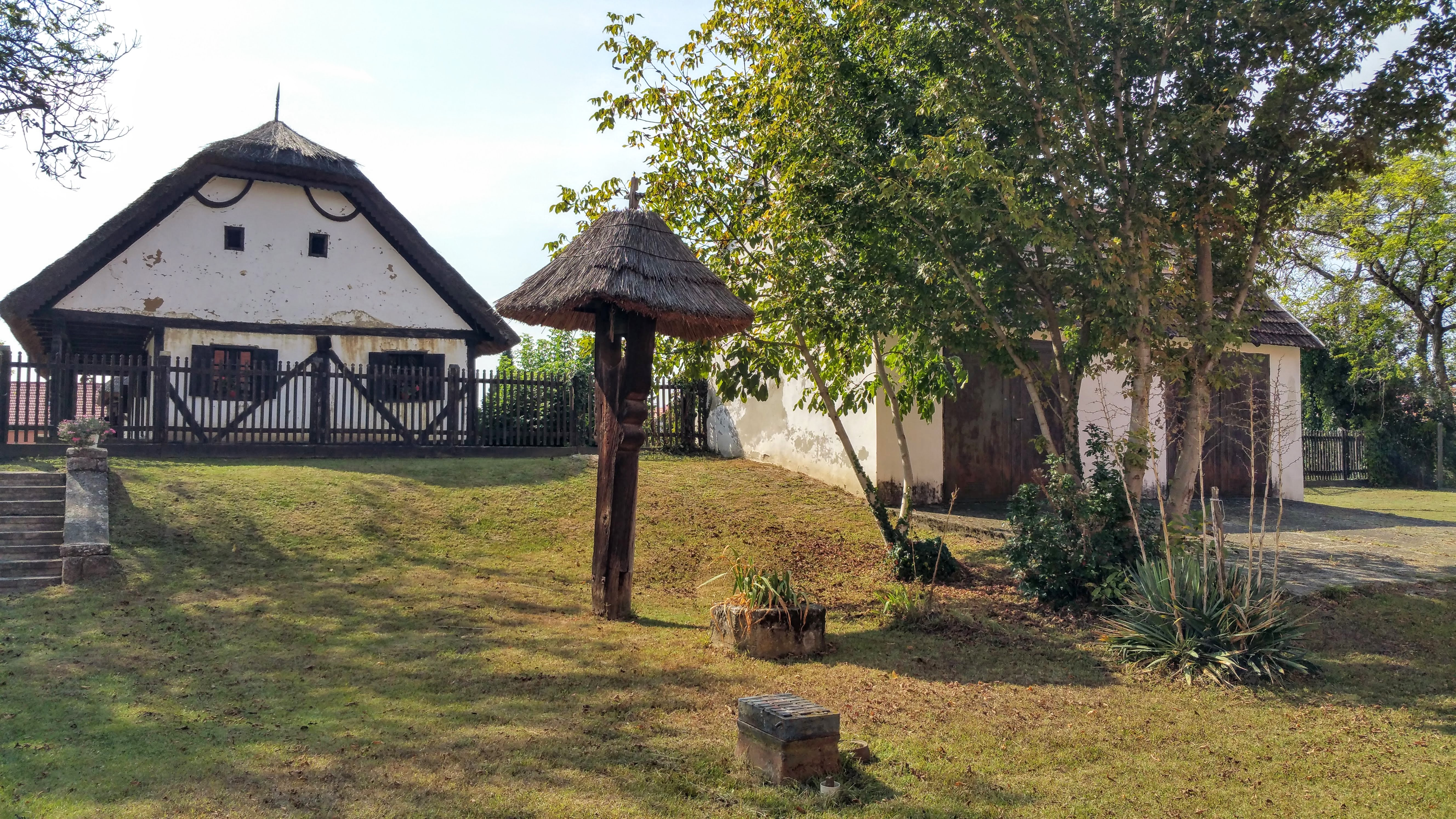
Talpasház Sellyén

Tévesen az Ormánsághoz sorolnak több Dráva menti falut is, amely egykoron többségében horvát volt. Kiss Géza így írt erről: „Azért, mert Ormányság elsősorban és mindenekfölött néprajzi és csak másodsorban földrajzi fogalom. Tehát Sztára, Révfalu, Keresztúr, bár a Dráva és Ormányság közé szorult, s bár építkezésében, életberendezésében, ősi eszközeiben sok rokon vonást, sőt azonosságot mutat Ormánysággal, de mert nyelve más, viselete más, a földrajzi összefüggés ellenére sem Ormányság”.

## Vers a tájegységről
Az 1930-as években született az alábbi vers a tájegységről:
| Vers az Ormánságról 45 kisfalu néz a nagyvilágba Jön-e már valaki, ki sorsát megszánja? Jön-e már valaki, ki népét felrázza? Lesz itt a magyarnak új feltámadása? Ormánsági falvak, ti kicsik és nagyok, én is a ti bús lányotok vagyok. Szomorú a lelkem, mert amerre jártam csak pusztulást, nyomort és cifraságot láttam. Házakat láttam üresen, bezárva, magyar lesz-e ennek újra gazdája? Meg földet is láttam szántatlant, ugaron hát kevés a dolgos kéz itt már Ormánságon? Sok szomorú kérdés, minek is folytassam... Mindnyájuk szívét miért szomorítsam? Inkább gyertek velem, gyertek menjünk vissza munkáskezű régi vidám Ormánságba. 1930-as évek |

## Nyelvjárás
Az Ormánságban ő-ző nyelvjárást beszéltek, amit hivatalosan dél-somogyi nyelvjárásnak neveznek. Ennek oka feltételezhetően a dél-alföldi kapcsolat, ahol szintén ő-ző nyelvjárás van. Az alábbi szaporcai vers példája is jól szemlélteti ezt:
| Fársáng Hipp-hopp, fársáng! Itt ölték az ártányt, Nem adják a máját, Csak a szalonnáját. [...] Kelj föl asszony, kelj föl, Csald mög az uradat, Ne sajnájjad mögmecceni Darab szalonnádat!" Farsangi köszöntő, Szaporca |

Az alábbi legendát Szársomlyó hegyről Kémesen jegyezték le, a helyi dél-somogyi nyelvjárásban:
„Volt egy gyönyörű lány, akire szömöt vetött az ördög. Egy napon megjelönt az anyjánál, és azt mondta, add neköm a lányodat, mert úgy is elviszöm. A furfangos öregasszony fogadást ajánlott az ördögnek: Ha napkeltéig fölszántod a Harsányi-hegyet, elvihetöd. Az ördög alkonyat után nagy garral nekilátott. Még éjfél se vót, már végzött is a hegy egyik felivel. Az anya megrémült. Mit csinyáljon? Mit csinyáljon? - Bémönt a tikólba, megkereste a kokast, a lába közé fogta és jól megszorétotta, erre az elkezdött kukorékóni, a környék kakasai meg mind utána mondták. Amikor az ördög meghallotta, azt hitte, hajnalodik és elvesztötte a fogadást. Mérgében dúlva-fúlva visszafutott a pokolba, ahol lemönt, forró kénköves víz fakadt. Ebbű lett a harkányi feredő. Az anyja csalafintasága révén így menekült meg a lány, a szél barázdálta hegyet meg azúta is Ördögszántotta-hegynek híjják.”

## Gasztronómia
Az Ormánság nyugati felén a „főttperec” volt a legkedveltebb ünnepi sütemény. Ezt a megyében máshol nem ismerték. A fehér hurkát bár máshol is ismerték, itt volt a leginkább elterjedve. Mivel főleg reformátusok ették, ezért kálomista hurkának is hívták. A tüdőskolbász szintén ormánsági specialitás, bár ritkán készítették el.

## Népszokások
Az ormánsági lányok feladata volt régen a szőlők őrzése. Az Ormánság nem szőlőtermő vidék, viszont a Drávaszögben, a Villányi-hegységben (a harkányi, terehegyi részen) több ormánsági szőlőbirtok volt. A drávaszögi lányoknál nem volt ez a szokás.
A 20. század elejéig az ormánsági gyász színe a fehér volt.